# Intersport

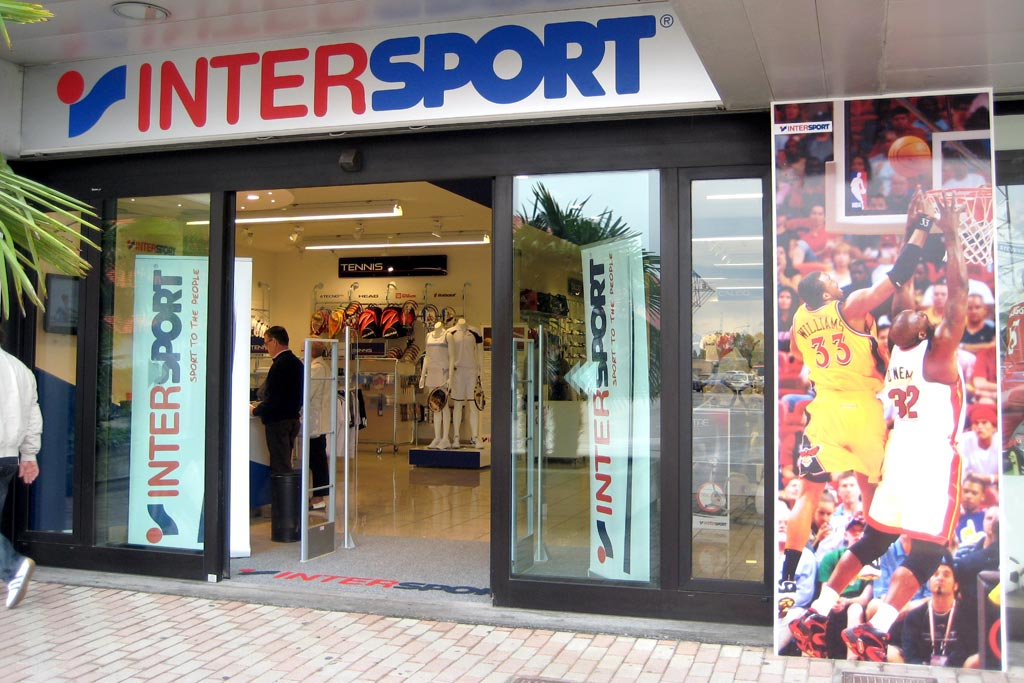
Outlet Intersport

Mapa działalności Intersport w maju 2007 roku zaznaczona kolorem czerwonym to kraje, w których firma działała od momentu powstania w 1968 roku.

Intersport GmbH jest francuskim sprzedawcą artykułów sportowych z siedzibą w Bernie w Szwajcarii. Jej działem zakupów jest IIC-Intersport International Corporation.
Jest obecny w 5800 lokalizacjach i 65 krajach.

## Historia
W 1924 narodziła się firma La Hutte, specjalista od sprzętu Scout i przyszły Intersport. Bardzo szybko ta niewielka firma rozwija się, rozpowszechnia i udostępnia swoje typy sprzętu szerokiej publiczności. Pod koniec lat pięćdziesiątych, aby oprzeć się konkurencji, cztery grupy narodowe (z Niemiec, Holandii, Belgii i Francji) utworzyły pierwsze europejskie stowarzyszenie artykułów sportowych pod nazwą Intersport.
Firma założona w 1968 roku, występująca pod markami Intersport, Intersport International Corporation (IIC) wyrosła z sojuszu dziesięciu krajowych centrów zakupów, aby stworzyć międzynarodową organizację skupioną wokół artykułów sportowych. Od 1983 roku IIC rozwinął kilka międzynarodowych marek sportowych: McKinley, Etirel lub TecnoPro. W 1989 roku przyszła kolej na powstanie Nakamury. Do marek tych dołączyły ProTouch i Energetics w 1992 roku oraz FireFly w 1998 roku. Międzynarodowym hasłem Intersport jest „Serce sportu”.

## Aktywność
W latach 2010–2018 obroty grupy wzrosły o miliard euro.
W 2016 roku grupa spółdzielcza Intersport odnotowała obrót 1,8 miliarda euro. W 2017 roku grupa odnotowała łączny wzrost o 10%, a jej obroty osiągnęły symboliczny poziom 2 miliardów euro. Ten wzrost pozwala marce zdobyć 3% udziału w rynku (22% w 2017 r. vs 19% w 2016 r.).
W 2018 roku grupa odnotowała wzrost o 9,1% do 2,2 miliard euro obrotu. Dodatkowe 200 milionów euro rocznie drugi rok z rzędu. Sieć Intersport liczyła 660 sklepów i 9500 pracowników na koniec 2018 r.